# Lasioglossum truncatum
Lasioglossum truncatum là một loài Hymenoptera trong họ Halictidae. Loài này được Robertson mô tả khoa học năm 1901.

## Hình ảnh

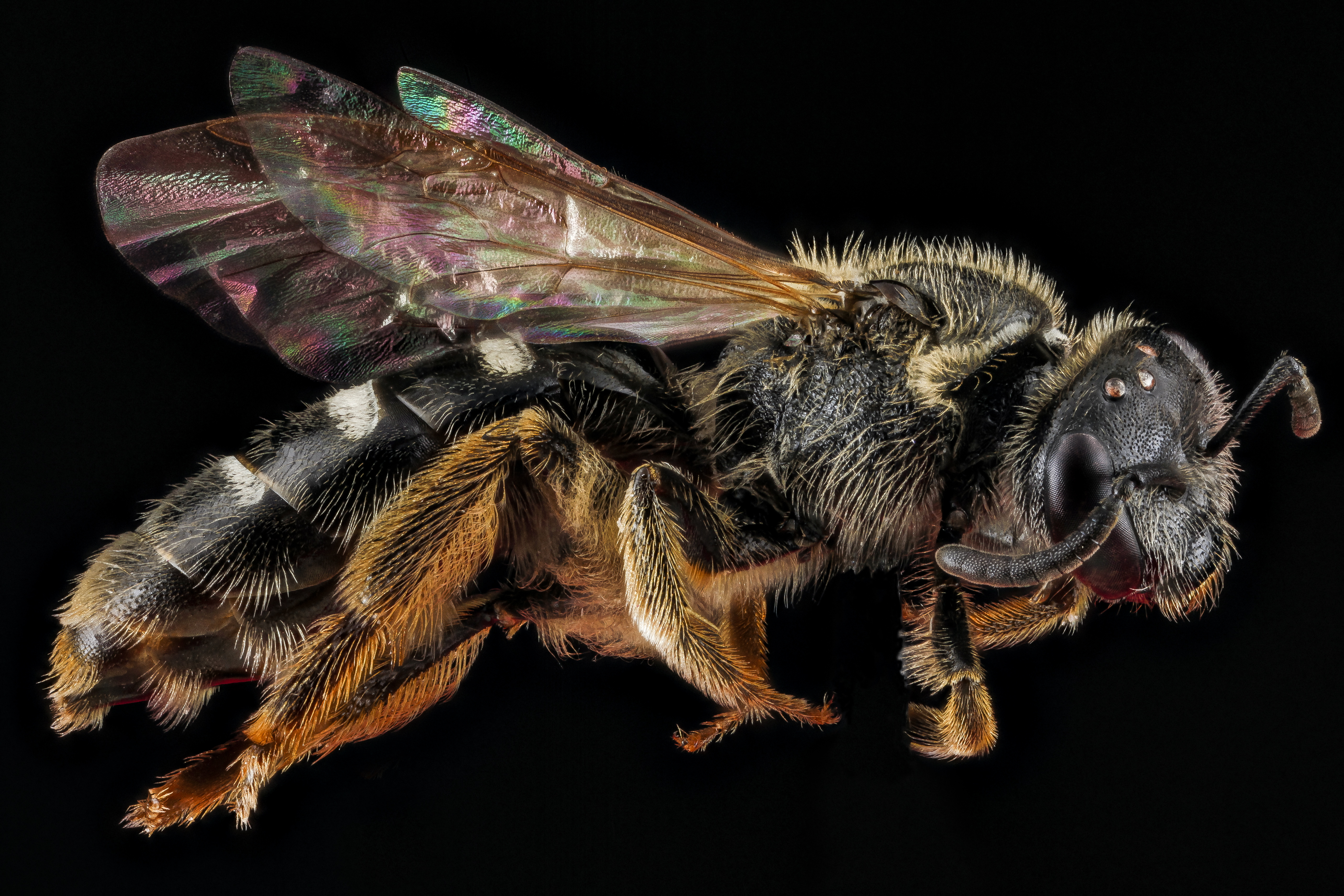
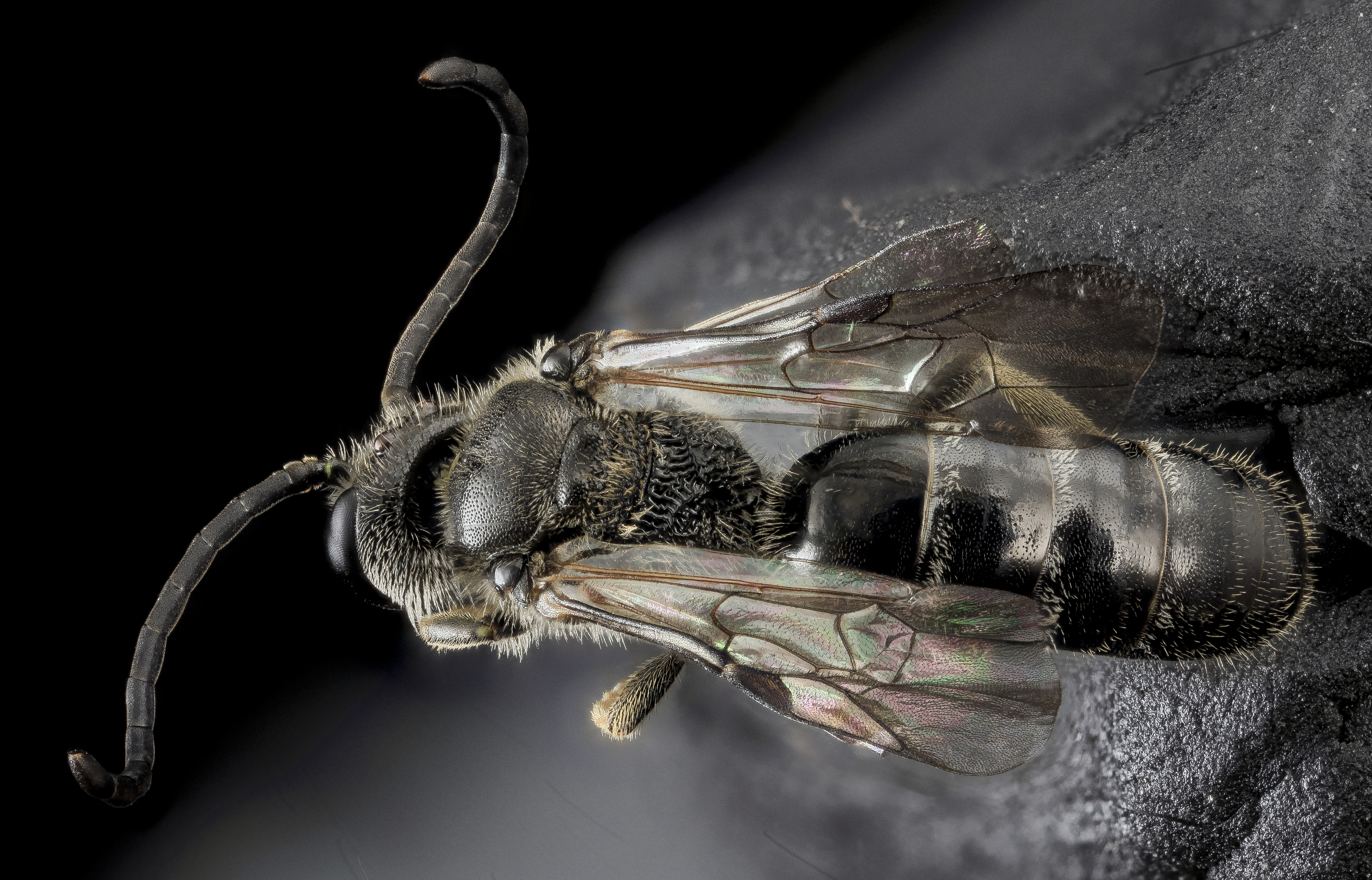
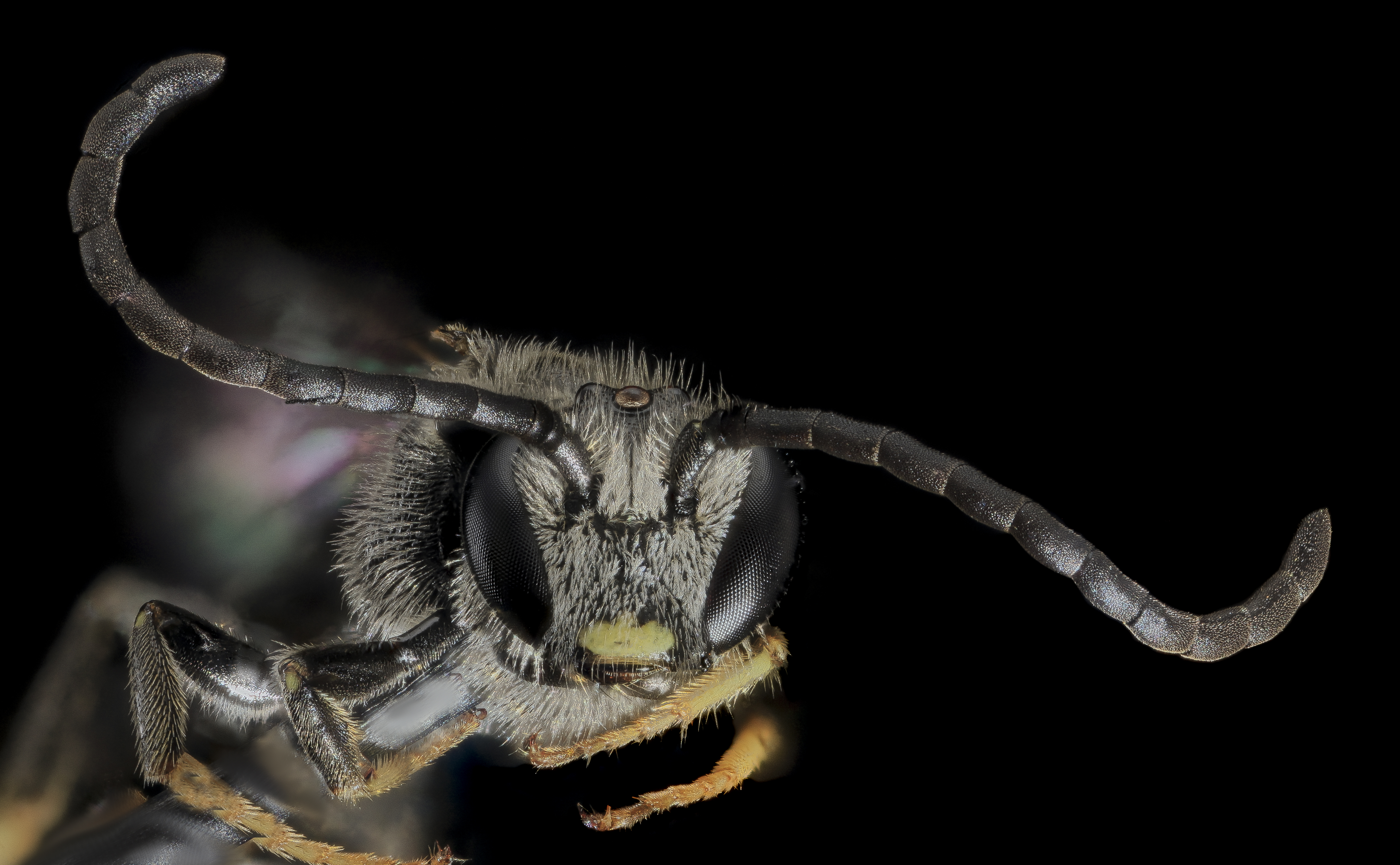
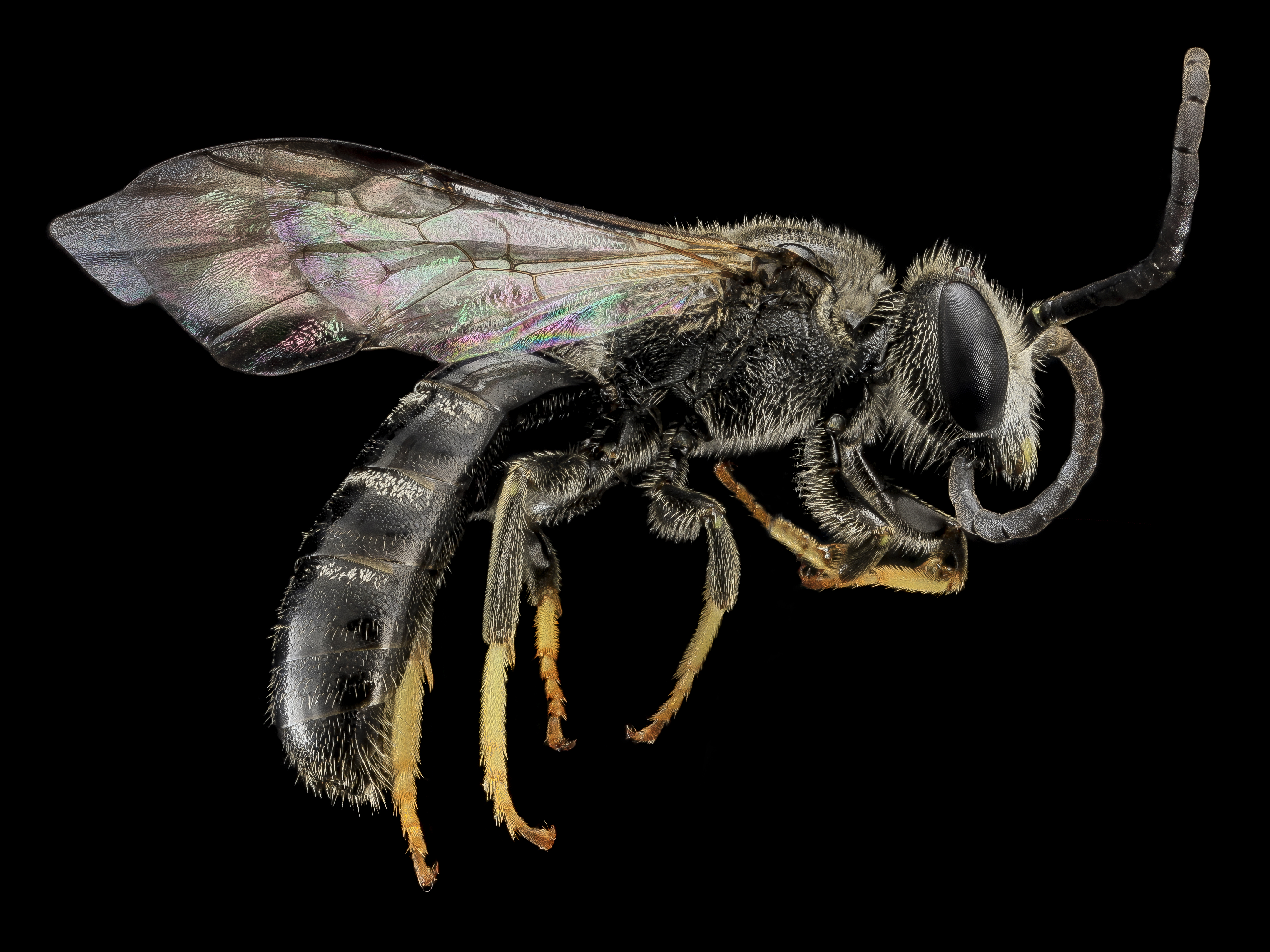